# Parafulmini (singolo)
Parafulmini è un singolo dei rapper italiani Ernia, Bresh e Fabri Fibra pubblicato il 26 maggio 2023 come terzo estratto dalla riedizione digitale del quarto album in studio Io non ho paura dalla Island.

## Descrizione
Il brano, scritto dai tre artisti con Davide Petrella, Calcutta e prodotto da Zef, è stato raccontato nel suo significato e processo di produzione da Ernia in un'intervista a Il Secolo XIX:

## Video musicale
Il video, diretto da Fabrizio Conte, è ispirato al film Le Iene di Quentin Tarantino ed è stato pubblicato il 6 giugno 2023 sul canale YouTube del rapper.

## Tracce
Testi di Matteo Professione, Edoardo D'Erme, Davide Petrella e Fabrizio Tarducci, musiche di Edoardo D'Erme, Davide Petrella e Stefano Tognini.
1. Parafulmini – 3:29

## Classifiche

### Classifiche settimanali
| Classifica (2023) | Posizione massima |
| ----------------- | ----------------- |
| Italia            | 13                |

### Classifiche di fine anno
| Classifica (2023) | Posizione |
| ----------------- | --------- |
| Italia            | 40        |

## Riconoscimenti
- Videoclip Italia Awards
  - 2024 – Candidatura al miglior videoclip rap/trap[10]